# Progetto di vita
Il Progetto di vita della persona con disabilità (Legge 5 febbraio 1992, n. 104, art. 3) è stato introdotto per la prima volta nel sistema normativo italiano dalla Legge 8 novembre 2000, n. 328 e rappresenta il cuore della Legge 22 giugno 2016, n. 112 che ha tra i suoi principi basilari l'attivazione di percorsi volti a favorire il benessere, la piena inclusione sociale e l'autonomia delle persone con disabilità. Un approccio sistemico al Progetto di vita rappresenta inoltre l'elemento di garanzia dei diritti e della qualità della vita finalizzato a dare piena attuazione al principio di inclusione sociale espresso dall'art. 19 della Convenzione delle Nazioni Unite sui diritti delle persone con disabilità. Quest'ultimo prevede che per ogni persona con disabilità venga assicurato il diritto alla piena integrazione nella comunità garantendo pari libertà nelle scelte nonché il pieno coinvolgimento nella vita della società.

## Il progetto individuale
Il concetto di Progetto di vita è stato introdotto in Italia dalla Legge 8 novembre 2000, n. 328 denominata "Legge quadro per la realizzazione del sistema integrato di interventi e servizi sociali" che all'art. 14 comma 2 prevede la predisposizione di un "progetto individuale" finalizzato alla piena inclusione della persona con disabilità nel contesto familiare e sociale e all'interno di percorsi mirati all'inclusione scolastica e lavorativa. Si prevede che tale progetto venga predisposto dai comuni d'intesa con le aziende unità sanitarie locali.
(art. 14 comma 2, Legge 8 novembre 2000, n. 328)
A partire dalla Legge 8 novembre 2000, n. 328 viene promossa l’adozione di un approccio innovativo rispetto all'erogazione di servizi di welfare che va oltre l’ottica puramente “assistenziale” e centralizza le azioni attraverso la creazione di un vero e proprio progetto. Come sostenuto da Arconzo, Ragone e Bissaro si introduce quello che viene definito "modello progettuale" le cui azioni sono mirate al raggiungimento di obiettivi definiti sulla base di una valutazione multidimensionale dei bisogni della persona la quale viene direttamente coinvolta nel percorso. 
In tale direzione la definizione di “progetto individuale” adottata dalla Legge 8 novembre 2000, n. 328 pone l’attenzione sulla centralità riservata alla persona come punto di convergenza delle azioni messe in atto dal sistema dei servizi di welfare. Come sostenuto da Marco Rasconi, presidente dell'Unione italiana lotta alla distrofia muscolare la costruzione e l'attuazione di un "progetto individuale" promuove "la presa in carico globale della persona con disabilità".
(Marco Rasconi, Ci vuole un Progetto di Vita)
La potenzialità che risiede nella costruzione del Progetto di vita si riscontra nella possibilità di mettere al centro la persona che viene coinvolta nelle scelte legate alla propria vita e ai percorsi di inclusione sociale. Incorporando i bisogni e le aspirazioni espresse dal beneficiario all'interno di un percorso personalizzato è possibile rispondere attraverso un'azione globale e concertata tra tutti i soggetti coinvolti, diversamente dalla capacità di risposta che potrebbe scaturire da interventi settoriali e distinti che guardano alla persona come destinataria di singoli servizi privi di un coordinamento trasversale.

## Le politiche in Italia e in Europa
Il "Programma di azione biennale per la promozione dei diritti e l’integrazione delle persone con disabilità", adottato per la prima volta dal governo italiano nel 2013, avvalora l'importanza che risiede nella redazione del Progetto di vita della persona con disabilità. Come sottolineato da Anffas tale programma riconosce nella piena attuazione del progetto di vita un vero e proprio "diritto soggettivo perfetto e quindi pienamente esigibile". All'interno del programma vengono identificate alcune specifiche aree di azione da considerarsi prioritarie rispetto allo sviluppo di interventi finalizzati a garantire il rispetto dei diritti delle persone con disabilità. Tali linee di azione concorrono al conseguimento degli obiettivi previsti dalla Convenzione delle Nazioni Unite sui diritti delle persone con disabilità e dalla Strategia europea sulla disabilità 2010-2020. Quest'ultima è stata definita nel 2010 dalla Commissione Europea a partire dai principi espressi dalla Convenzione delle Nazioni Unite sui diritti delle persone con disabilità e a integrazione della strategia Europa 2020 e della Carta dei diritti fondamentali dell'Unione europea con lo scopo di garantire la tutela dei diritti delle persone con disabilità sulla base del principio di uguaglianza. Tra le aree di azione individuate dalla Strategia europea sulla disabilità 2010-2020, oltre che promuovere i principi di accessibilità, partecipazione e uguaglianza, viene fatto specifico riferimento ai diversi ambiti coinvolti nella vita della persona a partire dal tema legato alla salute nonché al contesto scolastico e lavorativo in ottica di piena inclusione sociale.
Allo stesso modo la Strategia europea sulla disabilità 2021-2030 identifica alcune aree prioritarie verso cui indirizzare gli interventi da mettere in atto attraverso un approccio intersettoriale, seguendo la strada tracciata dall'Agenda 2030 delle Nazioni Unite per lo sviluppo sostenibile, con particolare riferimento alla valorizzazione del principio della qualità di vita e alla promozione di percorsi di autonomia finalizzati alla deistituzionalizzazione.

## Il Progetto di vita per il Dopo di Noi
La centralità del Progetto di vita (inteso come "progetto individuale" di cui all'art. 14 della Legge 8 novembre 2000, n. 328) risulta essere tra i principi fondanti della Legge 22 giugno 2016, n. 112, meglio nota come Legge sul “Dopo di Noi”, recante “Disposizioni in materia di assistenza in favore delle persone con disabilità grave prive di sostegno familiare”. Come sostenuto da Anffas nella costruzione del Progetto di vita risiede il principio per l'attivazione di percorsi volti a favorire il benessere, la piena inclusione sociale e l'autonomia delle persone con disabilità.
La legge prevede misure di assistenza, cura e protezione per la persona con disabilità nel momento in cui non può più essere supportata dal sostegno familiare attraverso una progressiva presa in carico della persona durante la vita dei genitori e caregiver permettendo loro di affrontare la preoccupazione per il futuro dei propri figli quando non potranno più essere loro vicini nel cosiddetto "Dopo di Noi".
Come sostenuto dalla senatrice Annamaria Parente, relatrice in Senato della Legge 22 giugno 2016, n. 112, il Progetto di vita è posto al centro della legge tracciando una strada che vuole portare a costruire il "Dopo di Noi" nel "durante noi" per fare in modo che questo possa diventare un "approccio di tutti" per la costruzione di un welfare integrato e di prossimità e per il quale la Legge sul "Dopo di Noi" può divenire faro.
Il Decreto interministeriale di attuazione della Legge 22 giugno 2016, n. 112 definisce all'art. 2 commi 2 e 3 il "progetto personalizzato":
Il progetto personalizzato è definito assicurando la più ampia partecipazione possibile della persona con disabilità grave, tenendo conto dei suoi desideri, aspettative e preferenze e prevedendo altresì il suo pieno coinvolgimento nel successivo monitoraggio e valutazione. Laddove la persona con disabilità grave non sia nella condizione di esprimere pienamente la sua volontà, è sostenuta dai suoi genitori o da chi ne tutela gli interessi.»
(art. 2 commi 2 e 3, D.M. 23.11.2016)
La legge sul "Dopo di Noi" promuove un vero e proprio cambio di paradigma riconoscendo nella matrice sussidiaria necessaria per la realizzazione dei progetti di vita un elemento fondamentale e propedeutico per la realizzazione del "Dopo di Noi" nel "durante noi" attivando progettualità innescate da un approccio "dal basso". Come sostenuto da Bollani "la Legge 112 disegna il Dopo di Noi come un'azione di co-progettazione che coinvolge tutti questi portatori di interesse (genitori e figli, operatori del privato sociale e del servizio pubblico) a lavorare insieme".
Poiché l'approccio al Progetto di Vita è mirato alla deistituzionalizzazione della persona con disabilità la situazione alloggiativa nella sua dimensione di inclusione si rivela essere cruciale, per questo motivo è importante progettare innovativi modelli che sviluppino percorsi di inclusione sociale finalizzati alla creazione di un welfare abitativo.
La persona con disabilità attraverso il proprio Progetto di vita viene posta al centro del sistema come
(Giampiero Griffo, 2020)